# پوگیگری
پوگیگری (به اسپانیایی: Puiggari) یک منطقهٔ مسکونی در آرژانتین است که در استان انتره ریوس واقع شده‌است.